# Bahir Dar Kenema FC
Bahir Dar Kenema Football Club w skrócie Bahir Dar Kenema FC – etiopski klub piłkarski grający w pierwszej lidze etiopskiej, mający siedzibę w mieście Bahyr Dar.

## Stadion
Domowe mecze klub rozgrywa na stadionie o nazwie Bahir Dar Stadium w Bahyr Dar, który może pomieścić 50000 widzów.

## Reprezentanci kraju grający w klubie od 2015
Stan na kwiecień 2023.
| - Fitsum Alemu - Menaf Awel - Yared Bayeh - Fuad Fereje - Fasil Gebremichael - Baye Gezahegn - Afewerk Hailu - Ahmed Reshid | - Duresa Shubisa - Habtamu Tadesse - Samson Tilahun - Minyilu Wondimu - Ali Sulieman - Mamadou Sidibé - Arafate Djako - Ira Eliezer Tapé |